# Czas standardowy w Pakistanie

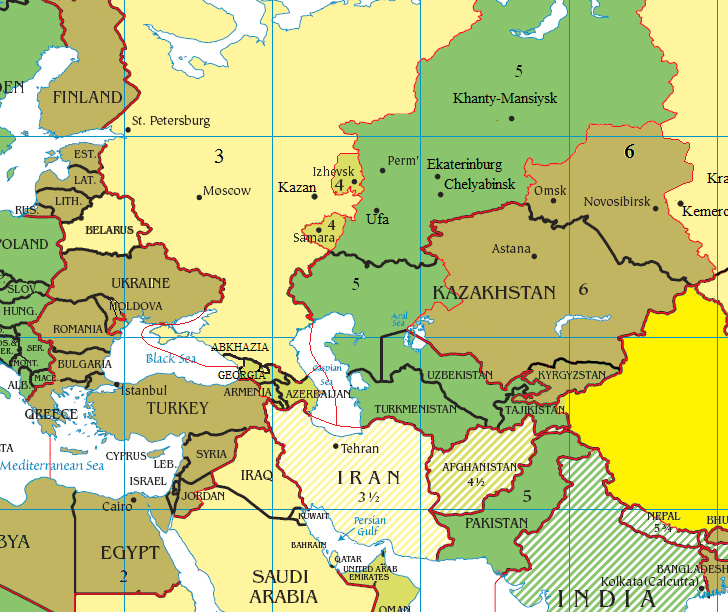
PST w stosunku do otaczającego regionu

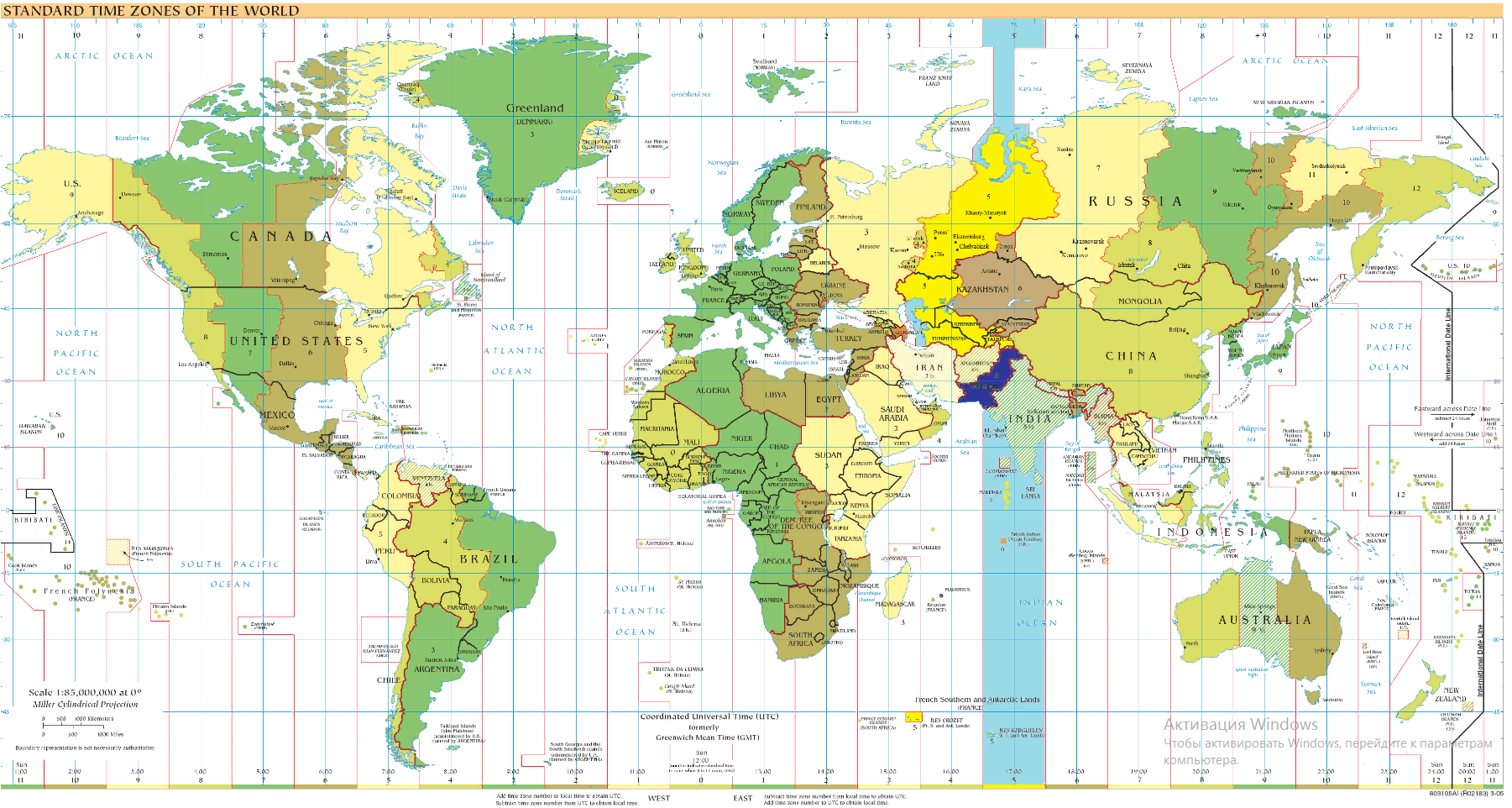
UTC+05:00 2010: Niebieski (grudzień), Pomarańczowy (czerwiec), Żółty (przez cały rok), Jasnoniebieski – obszary morskie

Czas standardowy w Pakistanie (urdu ‏پاکستان معیاری وقت‎, ang. Pakistan Standard Time, w skrócie PKT) – UTC+05:00 godzin przed uniwersalnym czasem koordynowanym. Strefa czasowa obowiązuje w Azji w czasie standardowym.

## Historia
Pakistan stosował czas UTC+05:30 od 1907 r. (w okresie Indii Brytyjskich) i nadal go używał po uzyskaniu niepodległości w 1947 r. 15 września 1951 r., zgodnie z ustaleniami matematyka Mahmooda Anwara, wprowadzono dwie strefy czasowe. Czas Karaczi (KART) wprowadzono w Pakistanie Zachodnim poprzez dostosowanie 30 minut od UTC+05:30 do UTC+05:00, natomiast czas Dhaka (DACT) wprowadzono w Pakistanie Wschodnim poprzez odjęcie 30 minut od UTC+06:30 do UTC +06:00. Zmiany weszły w życie 30 września 1951 roku. W 1971 roku nazwę czasu Karaczi zmieniono na czas pakistański.

## Czas letni
W Pakistanie czas letni już nie obowiązuje.